# 哈姆法斯特·詹吉
哈姆法斯特·詹吉（英語：Hamfast Gamgee）是英國作家托爾金（J. R. R. Tolkien）奇幻小說《魔戒》的一名虛構角色，常被稱為「老爹」（Gaffer）。他是一名哈比人，娶了貝爾·古爾橋（Bell Goodchild），他們共有六名孩子，包括山姆·詹吉（Samwise Gamgee），他們一家居住在夏爾（Shire）的袋邊街（Bagshot Row）。他是巴金斯家族在袋底洞（Bag End）的園丁，他在那裡工作了許久，經常有人向他討教種植的事情。他經常流連在臨水區的綠龍酒店（The Green Dragon）。山姆從老爹那裡得到了不少教誨。
在《魔戒首部曲：魔戒再現》的故事早段，詹吉老爹無意中向一位進入夏爾的戒靈（Nazgûl）透露佛羅多已離開袋底洞的訊息，佛羅多因此陷入危機。在《魔戒三部曲：王者再臨》裡，他也同樣地擔當較次要的角色。當薩魯曼的人類手下侵占夏爾時，他一度被迫搬離所住的袋邊街。在臨水之戰後，他得到寡婦倫波（Widow Rumble）照顧，並於第四紀元去世。
哈姆法斯特·詹吉的兒子山姆·詹吉將他的其中一個兒子命名為哈姆法斯特，以紀念他的父親，故山姆的兒子亦名叫哈姆法斯特·詹吉。

## 創作
哈姆法斯特·詹吉的原型被認為是1932年托爾金一家在度假時於康沃爾郡拉莫納灣遇見的一位老人，該位於當地小有名氣的老人非常喜歡談天說地:157。當時候托爾金為了逗孩子玩便把他稱作「詹吉老人」。
在托爾金於20世紀30年代就已完成的繪本《幸福先生》當中，就有一個名叫「詹吉老人」的小角色；而後在《魔戒》中更正式成為山姆父親的名字:157。

## 改編
彼得·傑克森執導的電影《魔戒首部曲：魔戒現身》（2001年）中，哈姆法斯特·詹吉由諾曼·富斯（Norman Forsey）扮演。